# Phi Ta Khon
Das traditionelle Phi Ta Khon Festival (Thai: ผีตาโขน; phǐi taa khǒn; [pʰǐː taː kʰǒn]) trägt auch den vielversprechenden Namen "Geisterfestival" und hat einen religiösen Ursprung. Gefeiert wird die Rückkehr des Prinzen Vessandorn, der eine der sehr beliebten Inkarnationen Buddhas war. Der Prinz Vessandorn galt als sehr mitfühlender und sanftmütiger Prinz. Als er jedoch mit seinem weißen Elefanten aus dem Königreich davon ritt, überkam die Einwohner die Angst. Elefanten gelten in Thailand als Glückssymbol. Mit dem fehlenden weißen Elefanten vor Ort drohte den Einwohnern Unheil. Zum Glück kehrte der Prinz mit seinem weißen Elefanten wieder zurück in die Stadt und konnte so das Schlimmste verhindern. Aus Dankbarkeit für dessen Umkehr feierten die Menschen so ausgelassen, dass selbst die Geister davon aufgeweckt wurden.
Es findet einmal jährlich in Dan Sai, Provinz Loei, Isan, Thailand statt, für das Besucher aus ganz Thailand anreisen. Die Einwohner bereiten sich akribisch auf dieses dreitägige Fest vor, um ihren Ort in eine Geisterstadt zu verwandeln. Mit fantasievollen Geistermasken in Kombination mit bunten Kostümen und einer lauten musikalischen Untermalung erhoffen sich die Bewohner Schutz vor dem Geist des Flusses Mun. Der erste Tag steht komplett diesem Ritual zur Verfügung. Zu den gebastelten Reismasken gesellen sich noch überdimensionale Holzphalli, die im Takt mit geschwenkt werden. Dazu schrillen Glocken und Gesänge, die einen Klangteppich über alles legen.
Der zweite Tag gleitet über in eine Art Musikfestival. An diesem Tag haben alle Teilnehmer die Gelegenheit, sich bei Tanzwettbewerben noch einmal zu messen. Nach zwei Tagen des Feierns beginnt der dritte Tag besinnlicher und kehrt zum religiösen Ursprung des Festes zurück. Mit Predigten von buddhistischen Mönchen wird der letzte Part des Festivals begonnen, danach wird es wieder still in dem kleinen Ort.